# VinFast
VinFast è una casa automobilistica vietnamita fondata nel 2017 con sede a Hanoi ed è una filiale del conglomerato VinGroup.

## Storia
L’azienda viene fondata nel settembre 2017 ad Hanoi dal conglomerato VinGroup con lo scopo di realizzare un produttore sia automobilistico che motociclistico in grado di produrre in Vietnam e di esportare in tutto il mondo. Viene pianificato uno stabilimento produttivo di 828 acri in un parco industriale situato sull'isola Cat Hai, vicino alla città di Haiphong. L'investimento totale messo a disposizione per il marchio VinFast è di 1,5 miliardi di dollari nella prima fase di un programma che prevede la produzione di auto di lusso e scooter elettrici. Nel 2017 vengono firmati numerosi contratti con aziende internazionali come Pininfarina per la progettazione e il design della futura gamma di vetture premium, BMW per la fornitura di tecnologie come pianali e motorizzazioni e Magna Steyr per l'ingegnerizzazione. Nel settembre 2018, a un anno esatto dalla fondazione, VinFast partecipa al Salone dell'automobile di Parigi 2018 esponendo i suoi primi due modelli: la LUX A2.0 una berlina quattro porte di segmento E derivata dalla BMW Serie 5 (F10), e la LUX SA2.0, un SUV derivato dal pianale della BMW X5 (F15).

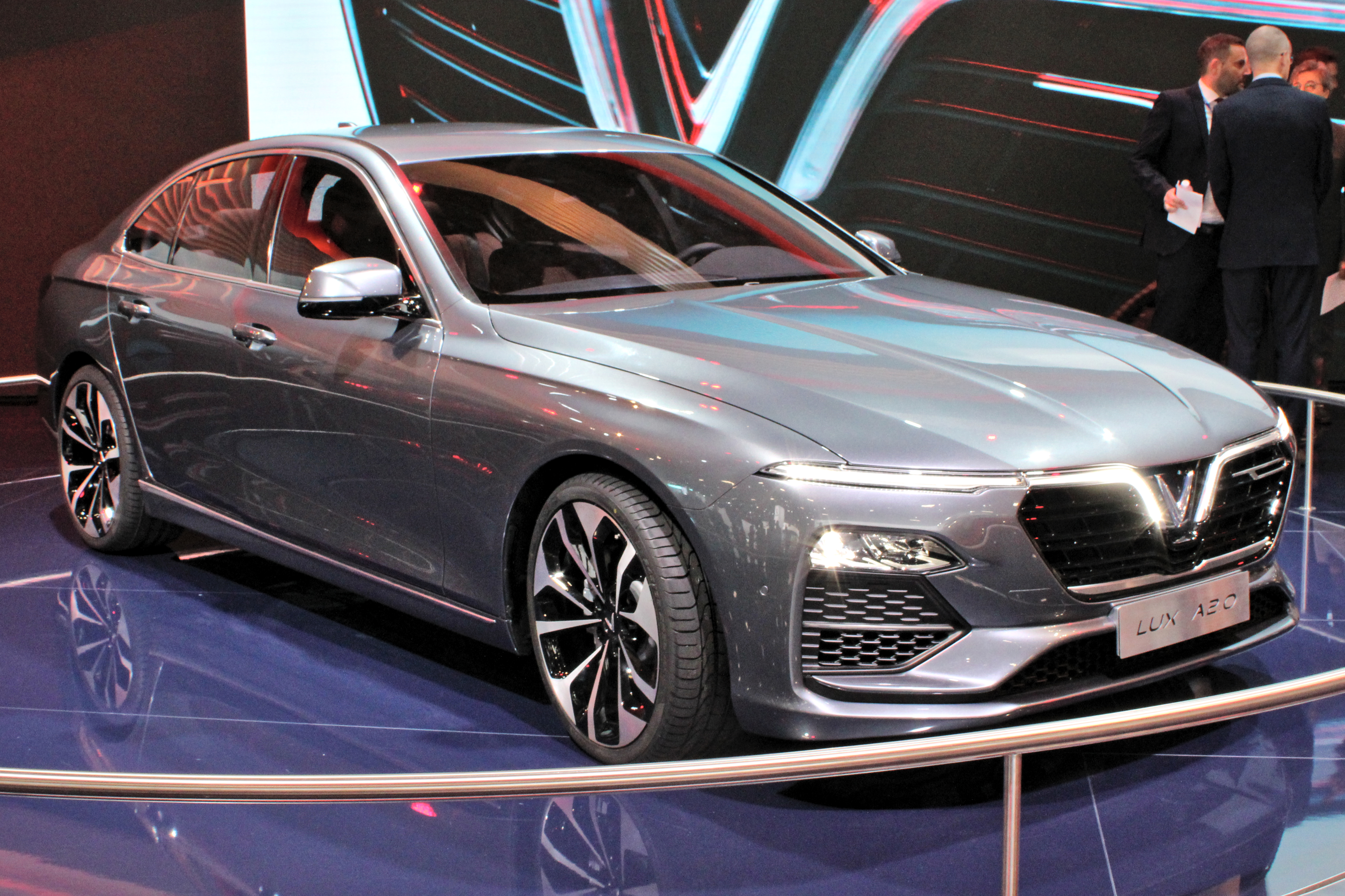
Il prototipo VinFast LUX A2.0

Nel giugno 2018 viene annunciato un accordo tra VinFast e General Motors per l'acquisto (da parte della VinFast) dello stabilimento di Hanoi che assemblava i veicoli Chevrolet e per la cessione della filiale GM Vietnam a VinGroup; di conseguenza la casa vietnamita diviene direttamente il distributore dei veicoli GM in Vietnam.
VinFast inoltre stringe un accordo con GM anche per la realizzazione di utilitarie: viene pianificata la produzione su licenza del modello Opel Karl Rocks e lo sviluppo di nuovi modelli compatti su piattaforme e tecnologie GM; per il design viene stretto un accordo con la Italdesign.

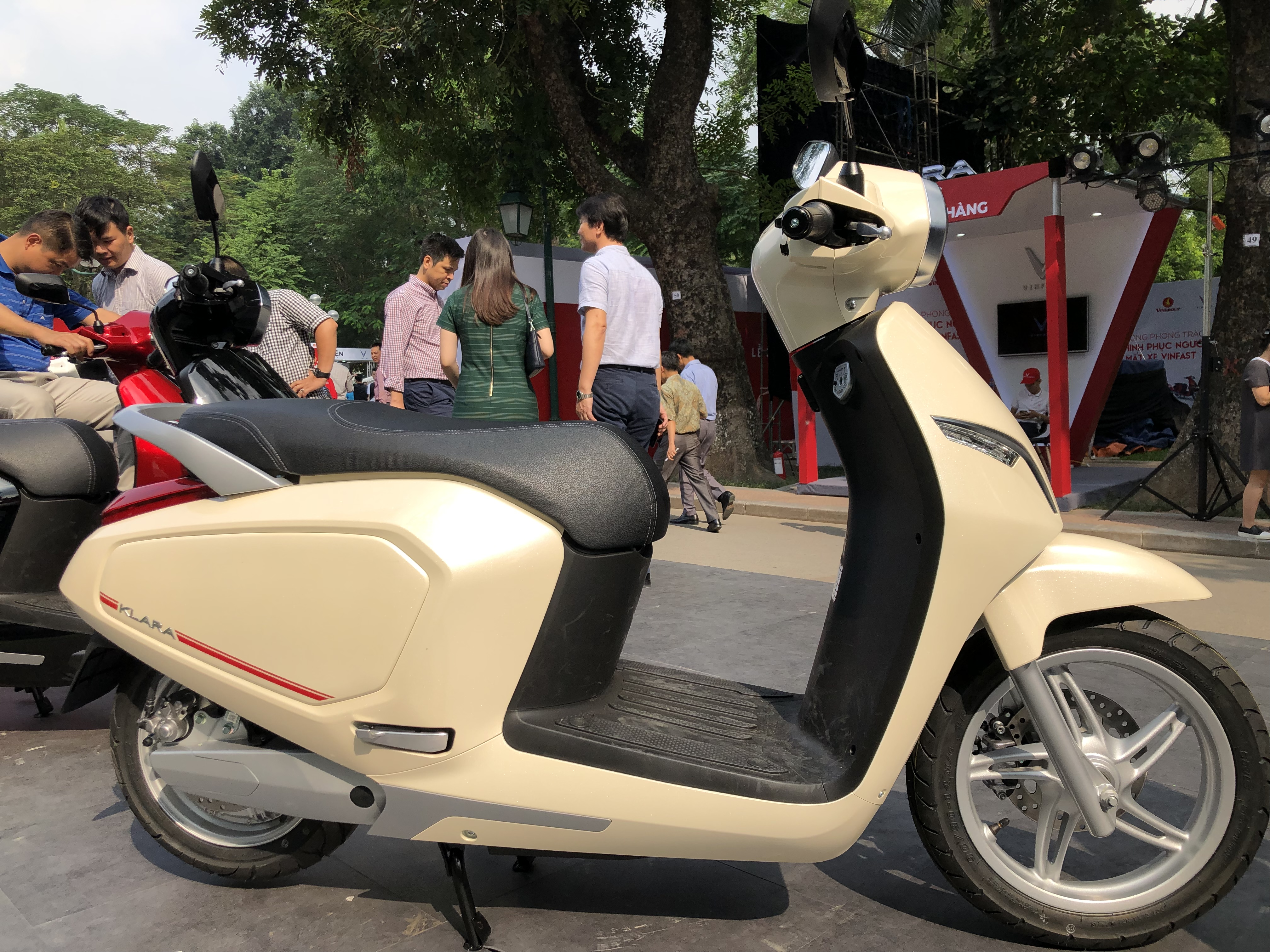
Lo scooter VinFast Klara

Tra il 2018 e il 2019 VinFast firma vari contratti con Siemens Vietnam, divisione di Siemens AG, per la fornitura di tecnologia e componenti per la produzione di autobus elettrici, e con Bosch per la fornitura di motori destinati a scooter elettrici.
Nella fine del 2018 entra in produzione il primo scooter denominato Klara, elettrico con motore Bosch e batterie fornite da LG Chem e viene presentata l'utilitaria Fadil, rebadge della Opel Karl.
Al salone di Ginevra 2019 viene presentata la LUX V8, prototipo di SUV derivato dalla LUX SA2.0 destinato a essere prodotto in edizione limitata, equipaggiato con il motore 6,2 litri V8 General Motors LS ed erogante 455 cavalli.
Il 17 giugno 2019 partono le produzioni della Fadil, della berlina LUX A2.0 e della sport utility LUX SA2.0 e viene inaugurato l’impianto di Haiphong.
A fine marzo 2022, con la sede legale spostata a Singapore in modo da accelerare la quotazione alla Borsa di New York, viene annunciata la realizzazione di una fabbrica di auto elettriche negli USA in North Carolina, con l’obiettivo di iniziare la produzione dei nuovi veicoli nel 2024. La quotazione effettuata nell'agosto 2023.

## Veicoli prodotti

### Autovetture

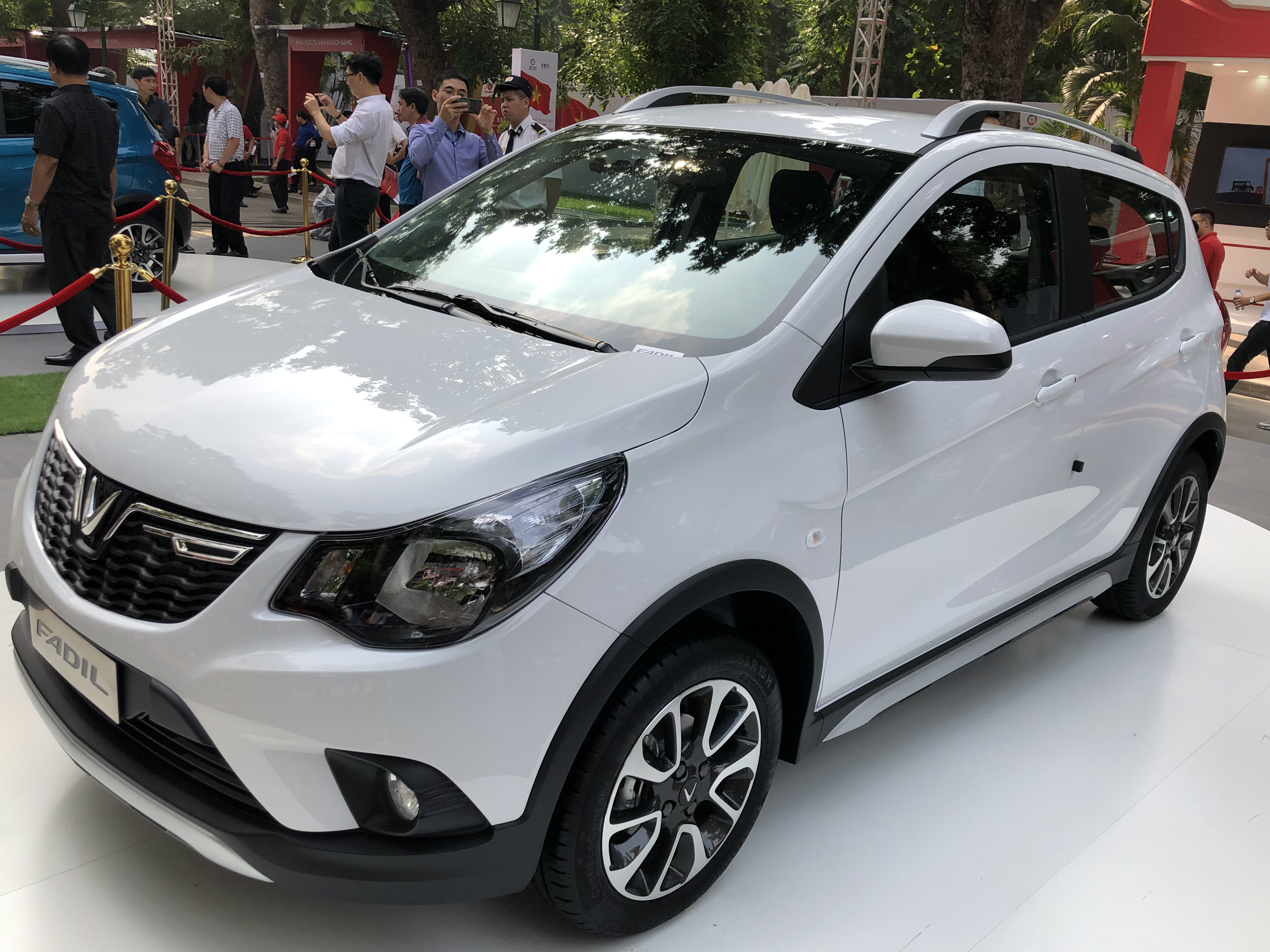
VinFast Fadil, rebadge della Opel Karl

- VinFast LUX A2.0: berlina disegnata da Pininfarina basata sulla BMW F10, la pre-produzione parte nella primavera 2019 in Austria nello stabilimento di Graz della Magna Steyr. Il 17 giugno 2019 parte ufficialmente la produzione in Vietnam. Il motore è il 2.0 quattro cilindri BMW Turbo N54 erogante 192 cavalli e il cambio un automatico ZF 8HP.
- VinFast LUX SA2.0: SUV disegnato da Pininfarina e basato sulla BMW F15. Utilizza lo stesso motore N54 potenziato a 224 cavalli e lo stesso cambio ZF della berlina. La produzione parte il 17 giugno 2019.
- VinFast Fadil: rebadge della Opel Karl Rocks prodotta su licenza General Motors ed equipaggiata con motore 1.4 Ecotec erogante 98 cavalli.
- VinFast LUX V8: versione del SUV LUX SA2.0 equipaggiata con motore GM V8 LS destinata alla produzione in serie limitata.
- Vinfast VF e35 e VF e36: due concept car elettriche disegnate da Pininfarina presentate al CES 2022[10].

### Scooter
- VinFast Klara: scooter elettrico con motore Bosch Electric e batterie LG Chem prodotto da fine 2018 con autonomia di 80 km e velocità massima limitata a 45 km/h.[11]